# Летальний синтез
Летальний синтез (рос. летальный синтез, англ. lethal synthesis) — метаболічне утворення високотоксичних сполук з нетоксичних (біоактивація), яке часто веде до відмирання клітини, в котрих це відбувається. Синонім — суїцидний метаболізм.
Термін введений у науковий обіг британським біохіміком Рудольфом Петерсом у 1951 р.